# Emory Johnson
Emory Johnson (A. Emory Johnson) est un acteur, réalisateur, scénariste et producteur américain né à San Francisco (Californie) le 16 mars 1894 et mort à San Mateo (Californie) le 18 avril 1960.

## Biographie
Fils de la scénariste Emilie Johnson, Emory Johnson débuta à l'écran en 1913 comme acteur, puis réalisa quelques films jusqu'en 1932. Il réapparut dans deux productions à la fin des années 1940.
Il fut l'époux de l'actrice Ella Hall, qui lui donna deux enfants : Richard Emory et Ellen Hall, tous deux acteurs.
Il meurt en 1960 des suites de brûlures causées par l'incendie de son appartement.

## Filmographie partielle

### comme acteur
- 1913 : Hard Luck Bill
- 1916 : Her Soul's Song de Lloyd B. Carleton : Paul Chandos
- 1916 : The Way of the World de Lloyd B. Carleton : Walter Croyden
- 1918 : La Petite Vivandière (Johanna Enlists) de William Desmond Taylor : Lieutenant Frank Le Roy
- 1918 : The Ghost Flower de Frank Borzage : duc de Chaumont
- 1921 : Les Chasseurs de baleines (The Sea Lion) de Rowland V. Lee : Tom Walton
- 1920 : Vive la liberté (The Walk-Offs) de Herbert Blaché
- 1920 : She Couldn't Help It
- 1921 : L'Éveil de la bête (Prisoners of Love) de Arthur Rosson : James Randolph

### comme réalisateur

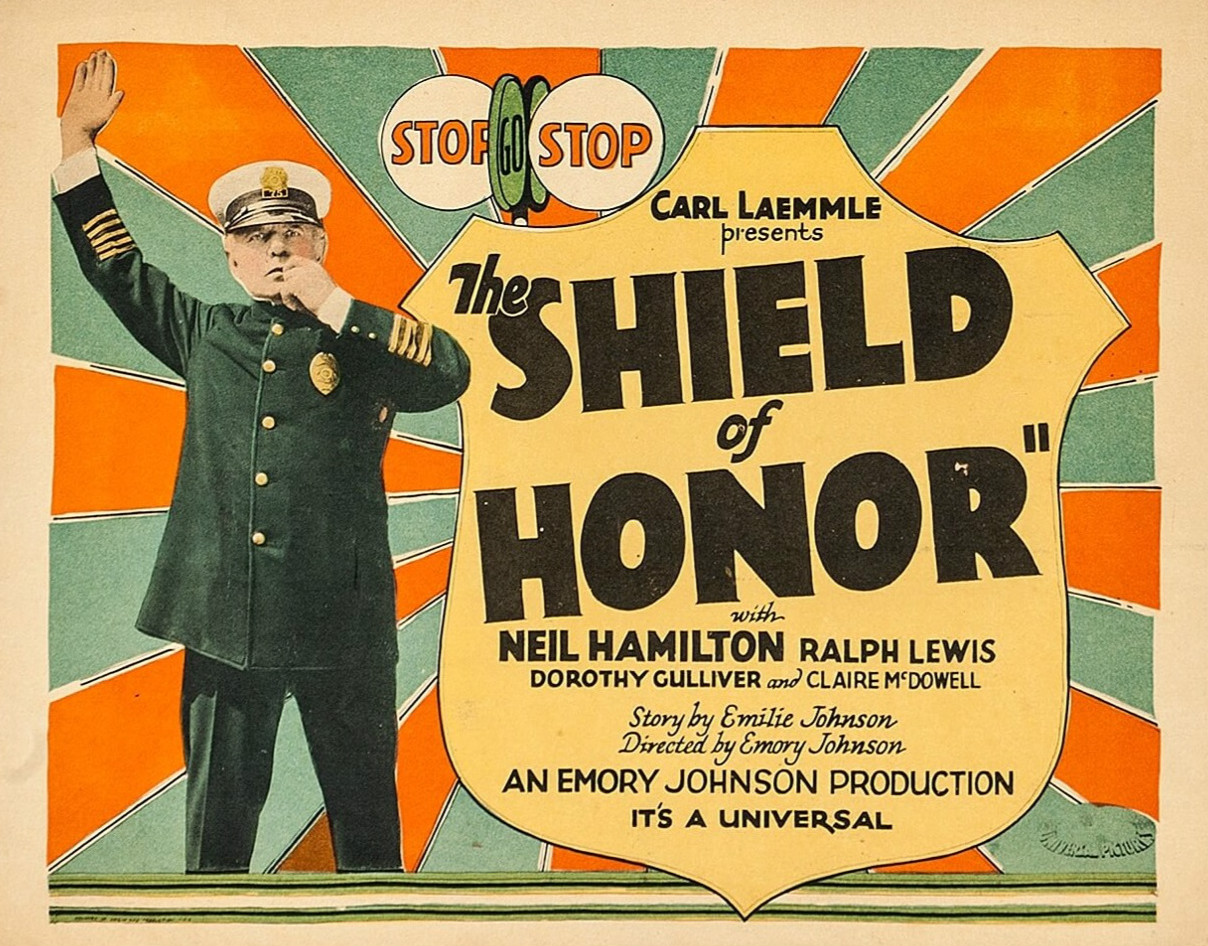
Carte promotionnelle du film The Shield of Honor (1927).

- 1922 : In the Name of the Law (en)
- 1922 : The Third Alarm
- 1923 : The West~Bound Limited
- 1925 : The Last Edition
- 1927 : The Shield of Honor

### comme scénariste
- 1926 : Fourth Commandment
- 1932 : L'Express fantôme (The Phantom Express)

### comme producteur
- 1922 : The Third Alarm
- 1932 : L'Express fantôme (The Phantom Express)